# Sapromyza palmensis
Sapromyza palmensis är en tvåvingeart som beskrevs av Baez 2000. Sapromyza palmensis ingår i släktet Sapromyza och familjen lövflugor. Inga underarter finns listade i Catalogue of Life.